# Seaborgium
Seaborgium, tidigare provisoriskt kallat unnilhexium, är ett syntetiskt radioaktivt grundämne som tillhör transuranerna. Den mest stabila isotopen, 266Sg, har en halveringstid på 30 sekunder. Seaborgium är uppkallat efter svenskättlingen och nobelpristagaren Glenn T. Seaborg.